# El Cerro de Andévalo
El Cerro de Andévalo is een gemeente in de Spaanse provincie Huelva in de regio Andalusië met een oppervlakte van 286 km². In 2007 telde El Cerro de Andévalo 2522 inwoners.